# Чуфарово (Майнский район)
Чуфарово — село в Майнском районе Ульяновской области, входит в состав Старомаклаушинского сельского поселения.
Расположено примерно в 39 км к северу от Майны и в 60 км к западу от Ульяновска.

## История
В 1671 году воеводе Леонтию Лукьяновичу Чуфарову, царём Алексеем Михайловичем за «Синбирское осадное сидение при Стеньке Разине», здесь была пожалована земля. Ему также было предоставлено право служить при царском дворе. Чуфаров поселил на этой земле крестьян, основав слободу Чуфаровскую. В 1677 году Л. Л. Чуфаров построил Церковь Николая Чудотворца, сам же переехал жить в другое село Чуфарово.
В 1678 году село Чуфарово, в котором в 15 дворов жило 53 человека, уже принадлежало его дочери Прасковье, которая вышла замуж за Тараса Ивановича Бекетова. После Тараса Ивановича Бекетова, с. Чуфарово досталось его сыну Михаилу Тарасовичу, после него село перешло, на некоторое время, в род дворян Аксаковых, а затем Куроедовых. Затем село унаследовала дочь Елена, вышедшая замуж за шкипера морского флота Ивана Петровича Аксакова, а от неё это имение перешло к её дочери, Надежде Ивановне Аксаковой (1747—1806), жене над. сов. Михаила Максимовича Куроедова (1717—1792). В 1770-х годах М. М. Куроедов перевёз из симбирских имений крепостных крестьян (из Аксаково и Чуфарово) и основал на башкирской земле деревню, название которой дал в честь своей жены Надежды — Надеждино (по её отчеству и фамилию стали назваться ещё двух деревень — Ивановки и Куроедово).
В 1780 году, при создании Симбирского наместничества, село вошло в состав Тагайского уезда.
В 1796 году — в Симбирском уезде Симбирской губернии.
В 1787 году помещиком Михаилом Куроедовым был построен тёплый каменный храм с престолом во имя Святителя и Чудотворца Николая. В 1789 году — его вдовой Н. И. Куроедовой, был построен каменный холодный храм с престолом во имя Св. Троицы, после этого село стало называться ещё и Троицкое.
На 1859 год село Чуфарово (Троицкое), находилось в 1-м стане Симбирского уезда Симбирской губернии, по тракту из г. Буинска в г. Карсун, в котором было: православная церковь, суконная фабрика и кирпичный завод.
В 1918 году в селе образован сельский Совет.

## Население
| Год  | Число дворов | Число жителей | Примечания                                                     |
| ---- | ------------ | ------------- | -------------------------------------------------------------- |
| 1678 | 15           | 53            |                                                                |
| 1780 |              | 307           | Ревизских душ, помещиковых крестьян.                           |
| 1859 | 92           | 895           | Церковь православная 2. Фабрика суконная 1. Завод кирпичный 1. |
| 1897 | 116          | 970           | две церкви.                                                    |
| 1900 | 118          | 849           |                                                                |
| 1913 | 207          | 1431          | 2 церкви, церковно-приходская школа                            |
| 1927 | 247          | 1385          | есть школа 1-й ступени. В пос. Лопатино — 9 дв. 57 чел.        |
| 1996 |              | 365           |                                                                |
| 2010 |              | 240           |                                                                |

Национальный состав: русские 48 %, чуваши 50 % (2002).

### Известные уроженцы, жители
- Геннадий Федорович Матвеев — Почётный гражданин города Ульяновска [15].
- Сергий Знаменский — протоиерей, священномученик, служил в местной церкви[16][17].

## Интересные факты
- В 1774 году к Михаилу Максимовичу Куроедову в село заезжал генералиссимус Суворов, который был его другом детства[3].
- Село Чуфарово в «Детские годы Багрова-внука» С. Т. Аксакова написано, как «Чурасово».
- Надежда Ивановна Куроедова[18] описана в «Семейной Хронике» С. Т. Аксакова под фамилией «Куролесовой»[3].
- Приезжая с родителями к ней в гости, тогда ещё маленький Аксаков сравнивал чуфаровский усадебный дом с «дворцом Шехерезады» — так великолепно выглядели расписанные диковинными сюжетами его стены, удачно гармонирующие с роскошной обстановкой. Да и сама окружающая усадьбу местность была на редкость живописной. «Дом поставлен на небольшом косогоре, из которого били и кипели более двадцати чудных родниковых ключей. Дом, косогор, родники — всё это обхватывалось и заключалось в богатом плодовом саду на двенадцати десятинах, со всевозможными сортами яблок и вишен», — писал Аксаков[19].
- «Мы рано выкормили лошадей в слободе упраздненного городка Тагая и еще засветло приехали в знаменитое тогда село Чуфарово. Уже подъезжая к нему, я увидел, что это совсем другое, совсем не то, что видал я прежде. Две каменные церкви с зелеными куполами, одна поменьше, а другая большая, еще новая и неосвященная, красные крыши господского огромного дома, флигелей с колоколенками бросились мне в глаза и удивили меня». (С. Т. Аксаков «Детские годы Багрова-внука»)[19]
- Здесь родился композитор Кашперов, Владимир Никитич.

## Достопримечательности
- Руины Троицкой церкви в Чуфарово.Церковь Николая Чудотворца (православный приходской храм) (1791 г., в 2013 сгорела)[20][21][22]
- Церковь Троицы Живоначальной (православный храм)[20][23][24][25][26][27][28][29][30][31]
- Усадьба Куроедовых (Бекетовых): — Сад; — Пруд; — Родник (XVIII — нач. XX в.)[20]
- В 2011 году в Чуфарово прошёл один из дней Всероссийской научной конференции «III Аксаковские чтения», также посвященная 220-летию со дня рождения С. Т. Аксакова[19].
- Родники[32].
- Родник, святой источник Владимирской иконы Божией Матери урочище Дубенки[33].